# تمرير

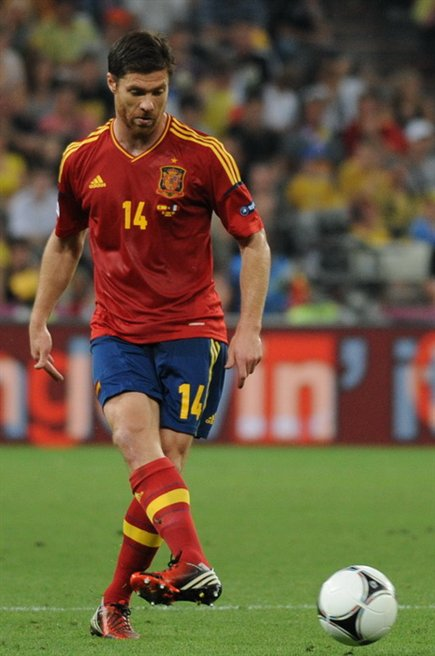

التمرير، هو نقل الكرة من لاعب إلى آخر في رياضات الكرة، ومنها كرة القدم وكرة السلة.
و يوجد تمريرتان : من الأسفل ومن الأعلى
أيضا يتم التمرير في الكرة الطائرة بثلاث طرق : 
```
(1)من الأعلى (2)من الأسفل (3)من الوثب
```

ويتم ذلك أيضا في الاستقبال والإرسال.
-14
أيضا يتم التمرير من لاعب إلى اخر 
```
(1)من الأعلى إلى الأسفل
```